# Myrmarachne tayabasana
Myrmarachne tayabasana är en spindelart som beskrevs av Chamberlin 1925. Myrmarachne tayabasana ingår i släktet Myrmarachne och familjen hoppspindlar. Inga underarter finns listade i Catalogue of Life.